# Geboorte van de Moeder Gods-kathedraal (Soezdal)
De Kathedraal van de Geboorte van de Moeder Gods (Russisch: Богородице-Рождественский собор) is een Russisch-orthodoxe Kerk gelegen in het kremlin van Soezdal. De kerk behoort tot het bisdom Vladimir en Soezdal en maakt tegelijkertijd deel uit van het Vladimir-Soezdal-museum.
De Geboortekathedraal maakt deel uit van de zogenaamde "Witte monumenten van Vladimir en Soezdal" en behoort tot het werelderfgoed van UNESCO.

## Geschiedenis
De eerste bouw vond plaats in de 11e eeuw tijdens de regering van Vladimir Monomach. In 1222 werd in opdracht van Joeri II van Vladimir de inmiddels vervallen kerk gesloopt en vervangen door een nieuwe kerk van witte steen. Als gevolg van een brand in 1445 moesten in 1528 de witte stenen boven de arcades worden vervangen door gewone baksteen en werd de driekoepelige kathedraal verrijkt met twee extra koepels. In de 17e eeuw werd het interieur gedeeltelijk opnieuw beschilderd. Het interieur bevat muurschilderingen uit de 13e, 15e en 17e eeuw.
In de kerk werd in 1991 voor het eerst sinds de sluiting tijdens de Sovjet-periode een Goddelijke Liturgie opgedragen. De kathedraal valt sinds de ondertekening van een overeenkomst in februari 1992 zowel onder de hoede van de Russisch-orthodoxe Kerk als het Museum Vladimir-Soezdal. Sindsdien worden er regelmatig kerkdiensten gevierd. Op 10 september 1995 werd er door patriarch Alexius een Goddelijke Liturgie opgedragen.
In 1998 werd de kathedraal in verband met een restauratie gesloten voor het publiek. De kathedraal werd in september 2005 weer heropend.

## Galerij

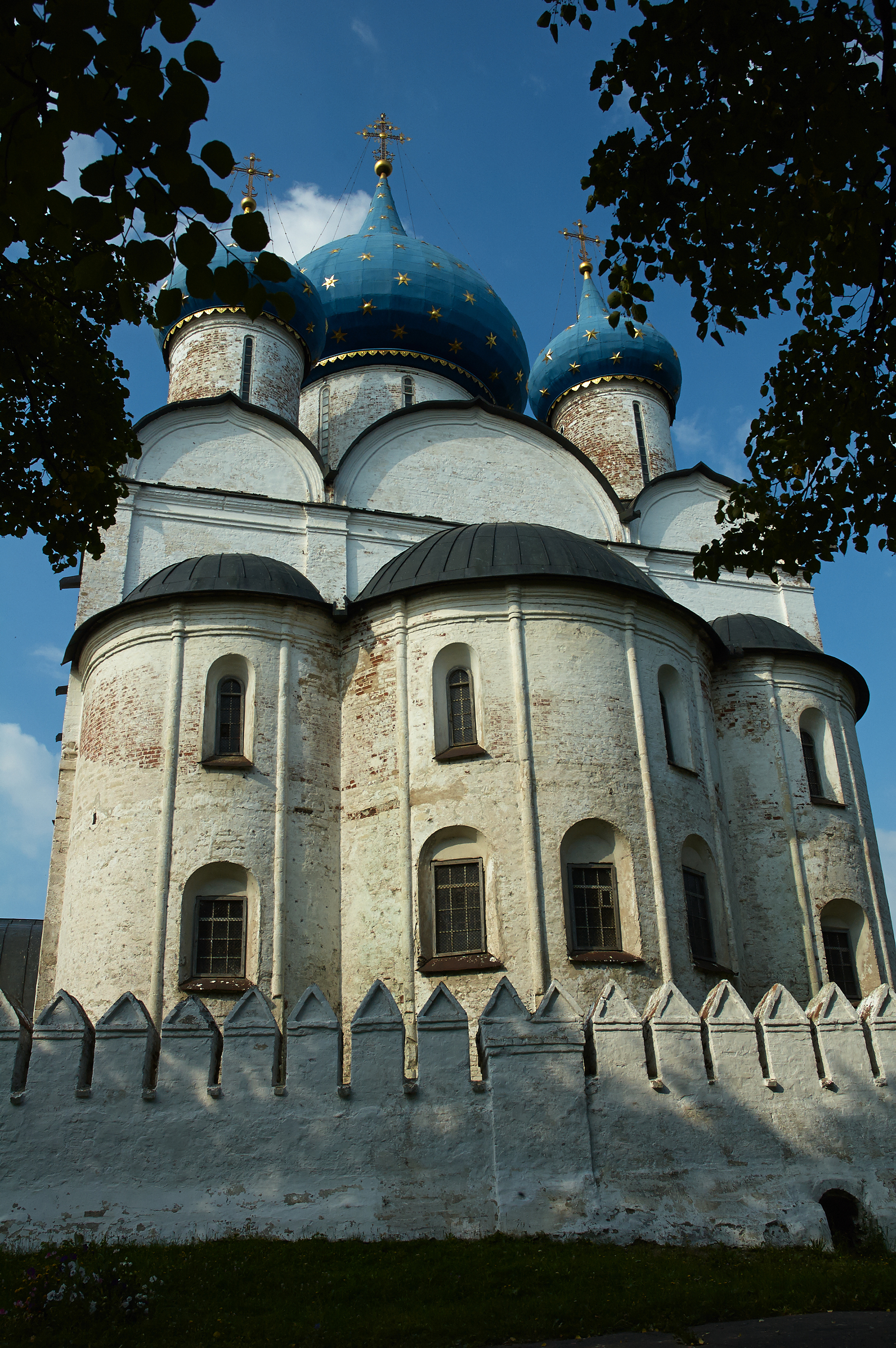
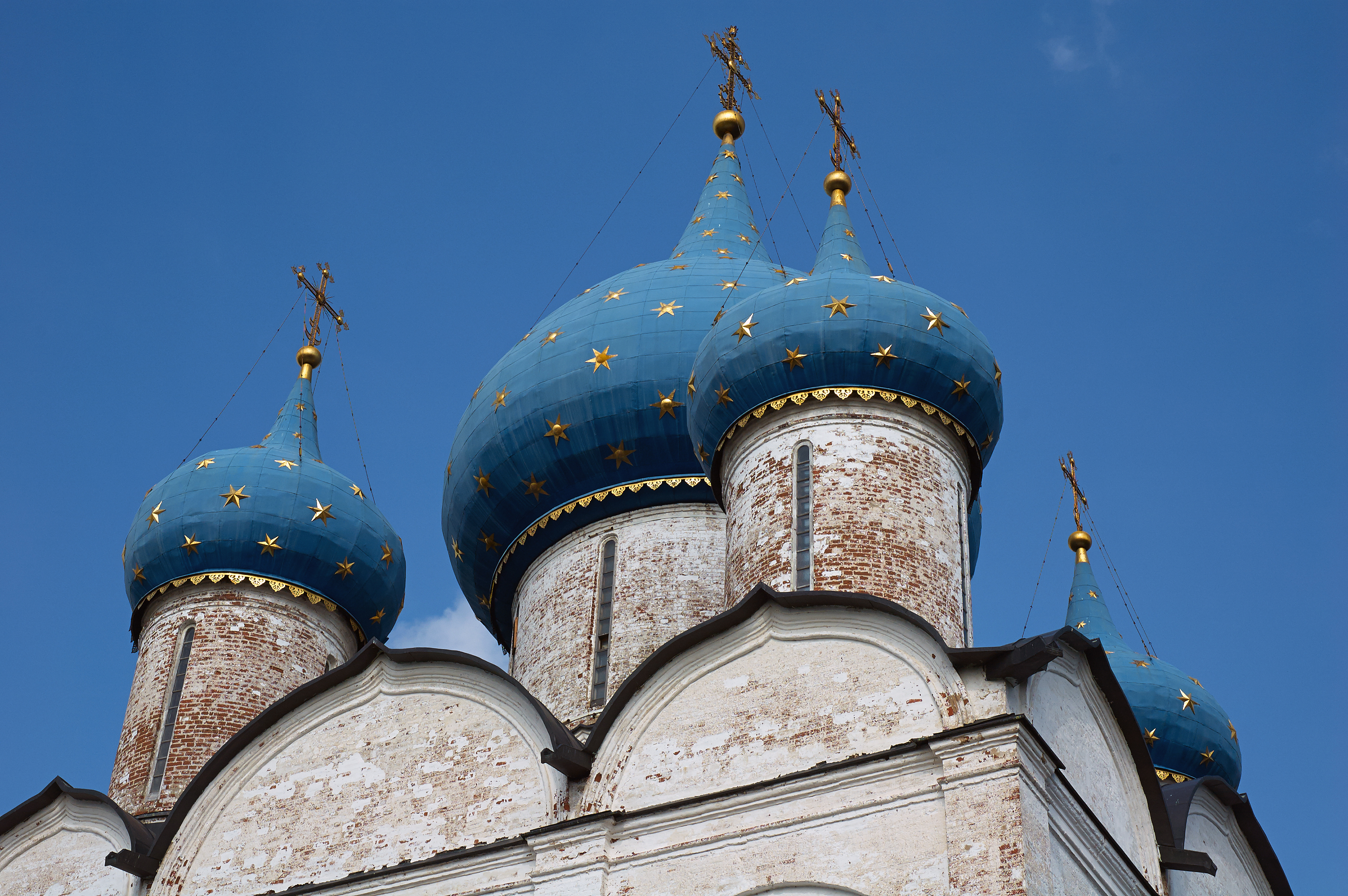
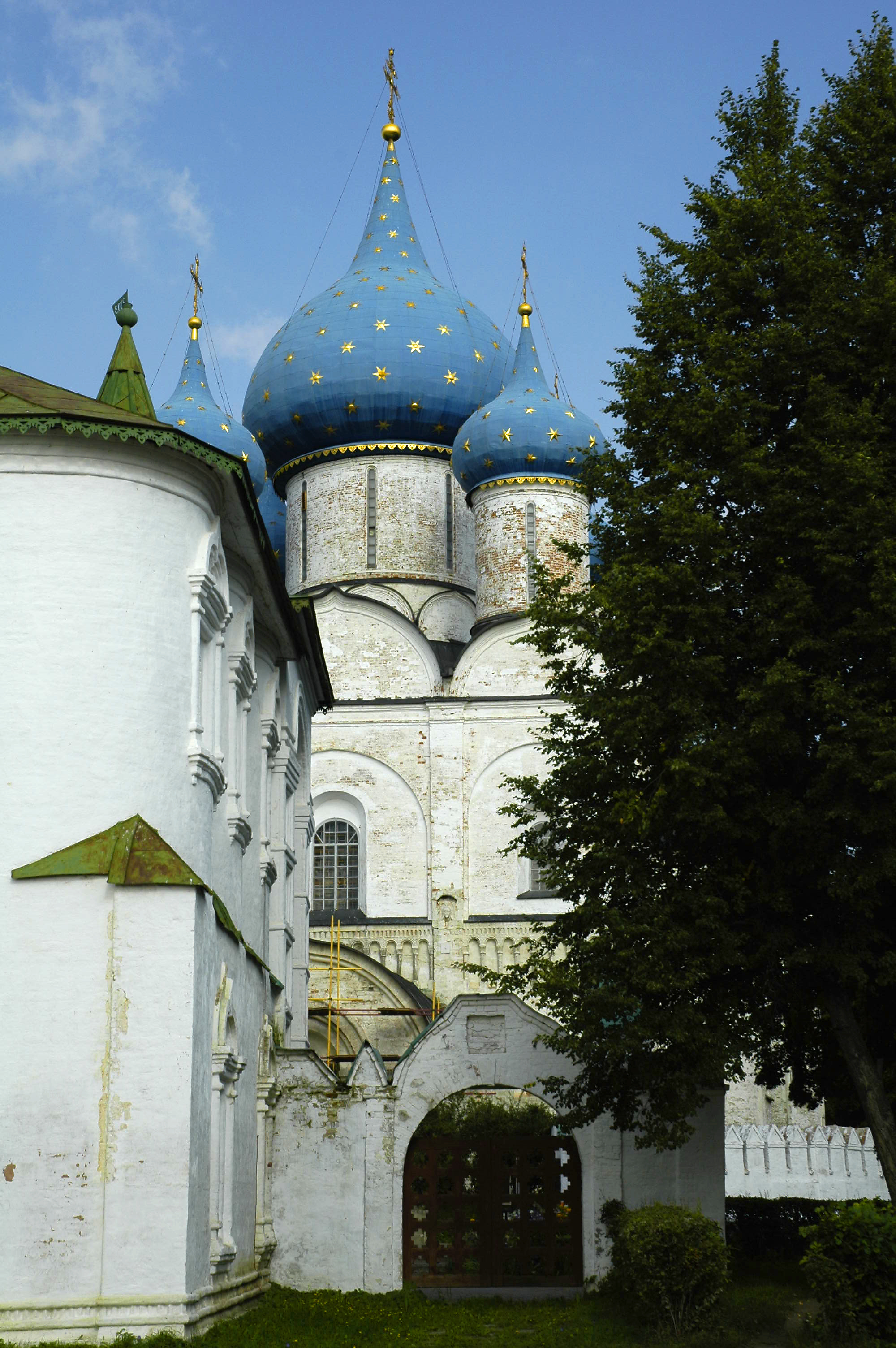
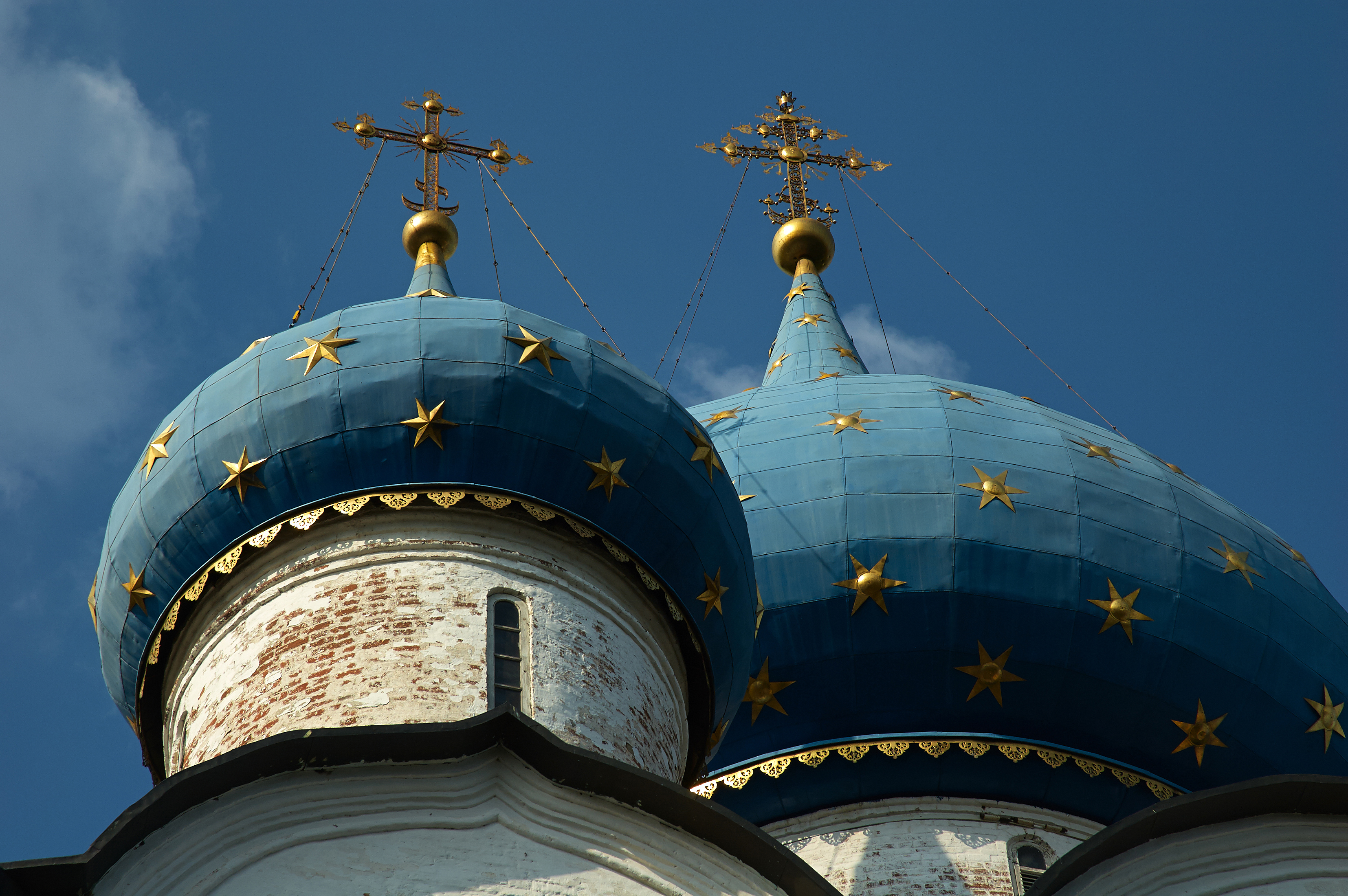
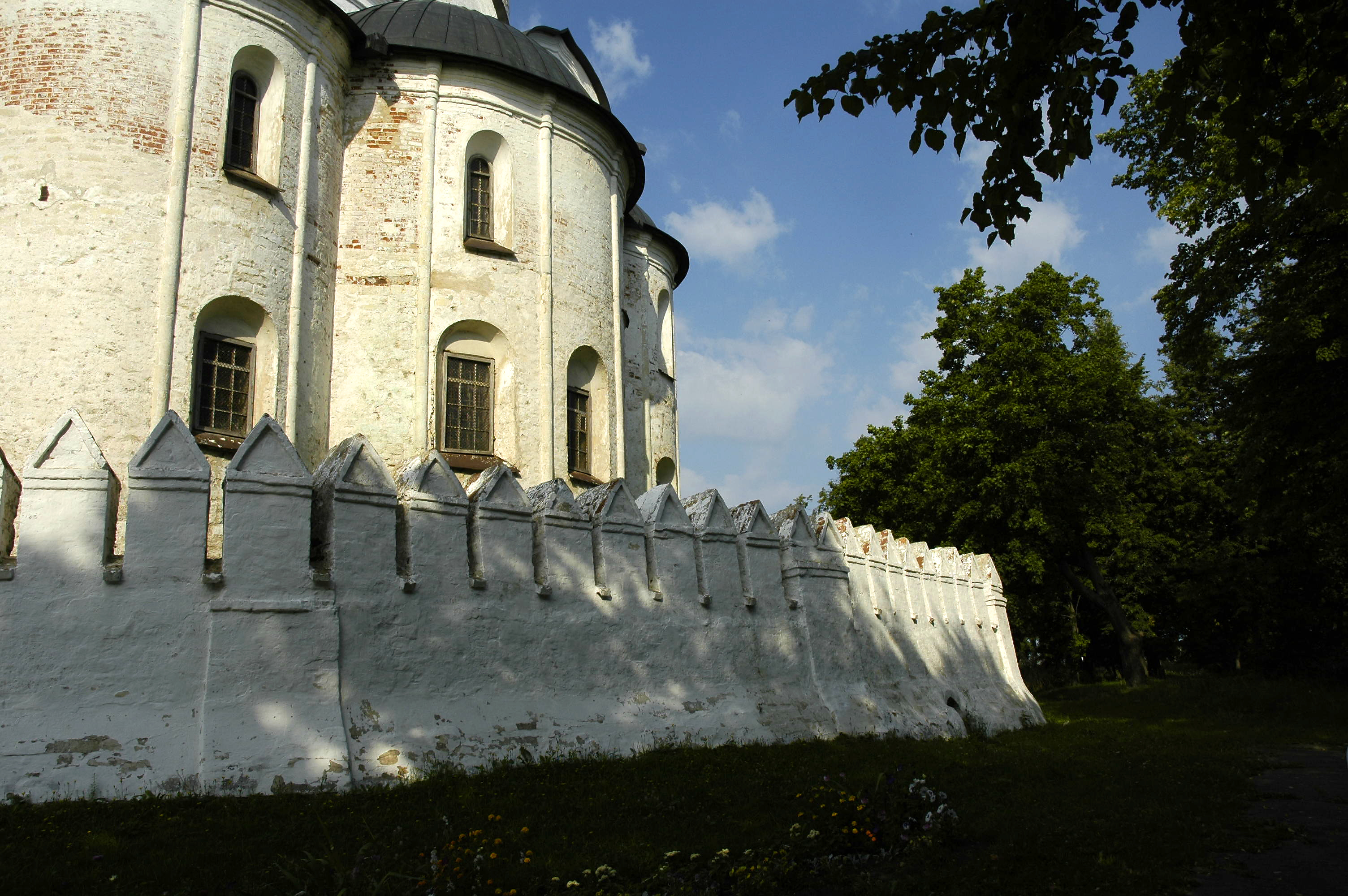